# Squash ai Giochi mondiali 2025
Le competizioni di Squash ai Giochi mondiali 2025 si sono svolte dall'8 al 12 agosto 2025 al Chengdu Hi-Tech Zone Sports Centre di Chengdu, in Cina.

## Podi
| Specialità                  | Oro             | Argento       | Bronzo                 |
| Torneo maschile (dettagli)  | Victor Crouin   | Farkas Balázs | Miguel Ángel Rodríguez |
| Torneo femminile (dettagli) | Satomi Watanabe | Marie Stephan | Marta Domínguez        |

## Medagliere
| Posiz. | Nazione  | Oro | Argento | Bronzo | Totale |
| ------ | -------- | --- | ------- | ------ | ------ |
| 1      | Francia  | 1   | 1       | 0      | 1      |
| 2      | Giappone | 1   | 0       | 0      | 1      |
| 3      | Ungheria | 0   | 1       | 0      | 1      |
| 4      | Colombia | 0   | 0       | 1      | 1      |
| 4      | Spagna   | 0   | 0       | 1      | 1      |
| Totale | Totale   | 2   | 2       | 2      | 6      |